# ドラッグ・アンド・ドロップ

KDEデスクトップ環境におけるドラッグ・アンド・ドロップ

ドラッグ・アンド・ドロップ (英語: drag-and-drop; 「ひきずって、手放す」の意) とは、画面上の仮想的な物体を移動するためのグラフィカルユーザインタフェース上の操作の一つである。二つの物体を関連させた様々な動作を行うために使われる。
ドラッグ・アンド・ドロップは、AppleでLisa開発中にビル・アトキンソンが発明し、その後1982年初頭にスティーブ・キャップスがMacintoshのFinderに最初に実装した。
ドラッグ・アンド・ドロップはOS/2のワークプレース・シェル (WPS) において広く使用された。WPSでは、ドラッグ・アンド・ドロップのために右ボタンを使用し、左ボタンは選択やクリックのためだけに使われていた。

## 操作
ドラッグ・アンド・ドロップの操作は、基本的に次のように行う。
1. 対象となる物体上にポインタ（矢印）を合わせた状態でマウス（または他のポインティングデバイス）のボタンを押し、そのまま離さない。
2. ボタンを押したまま、ポインタを移動先の場所まで動かす（ドラッグ）。
3. 目的の場所でボタンを離す（ドロップ）。

## 例
例えば、次のような場面でドラッグ・アンド・ドロップが使われる。
- ファイルを、アプリケーションアイコンやウィンドウに渡す。
- ファイルを、別のフォルダに移動またはコピーする。
- ウィンドウをマウスで動かし、レイアウトを変更する。
- 文書の編集において、テキストをある場所から他の場所に移動する。
- 文字列のある範囲を反転表示する[注釈 1]。